# 黃標
黃標（？—？），字良玉，一字良式。明朝人。

## 生平
生卒年不詳。黄涔次子，后过继给黄浙为子。黄標是陆深之外甥，与陆深、陆楫父子交游甚密。家中藏书甚富，陸楫曾辑有《古今說海》142卷，黄标出藏书三十卷以助编选。《古今說海》編纂期間，陸深臂痛多疾，加上陸楫體弱多病，不勝繁劇，故《說海》編校工作，大都由黃標執行。另著有《平夏錄》、《書經異同》和《上海縣志稿》。

## 家族
其先祖是汴人，隨宋高宗赵构南渡，移居嘉定之青浦，至其祖父黃鉞遷居上海。